# Christmas in New York

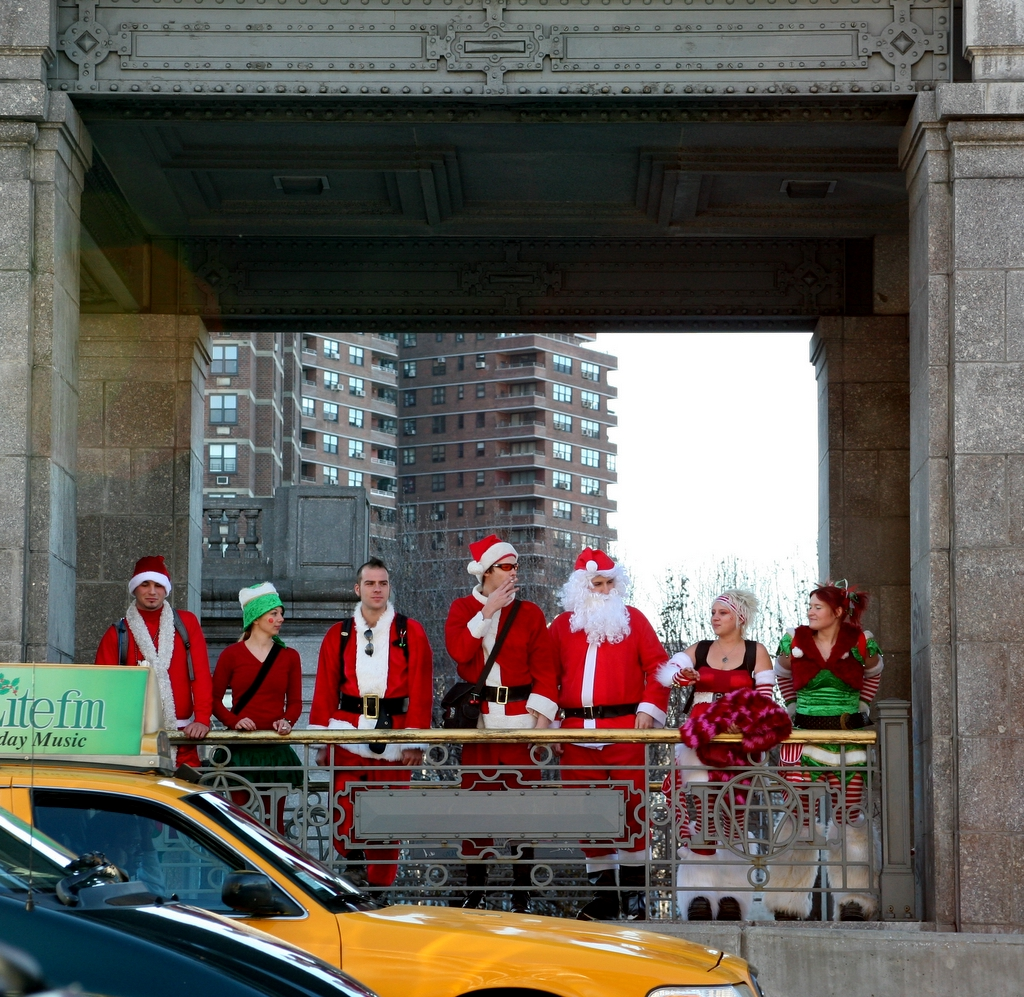
Christmas in New York

Christmas in New York är en julsång på engelska, skriven av Billy Butt på pianot vid Svenska kyrkan i New York under 1970-talet (1979). Den spelades in av John Wesley Shipp och släpptes på singel 1982, med The Christmas Song som B-sida.
Den engelskspråkiga originalversionen framfördes årligen mellan 1986 och 2002 av The Rockettes på New Yorks Radio City Music Halls julshow "The Christmas Spectacular".
Sången är en idyllisk beskrivning av New York i juletider. Den har bland annat sjungits in av Loa Falkman (där den heter It's Christmas in New York, vilket han gjorde 1990 på julalbumet Julstämning.
Den amerikanska jazzsångerskan Linda Bianchi har med sången på sitt julalbum Christmas in New York.

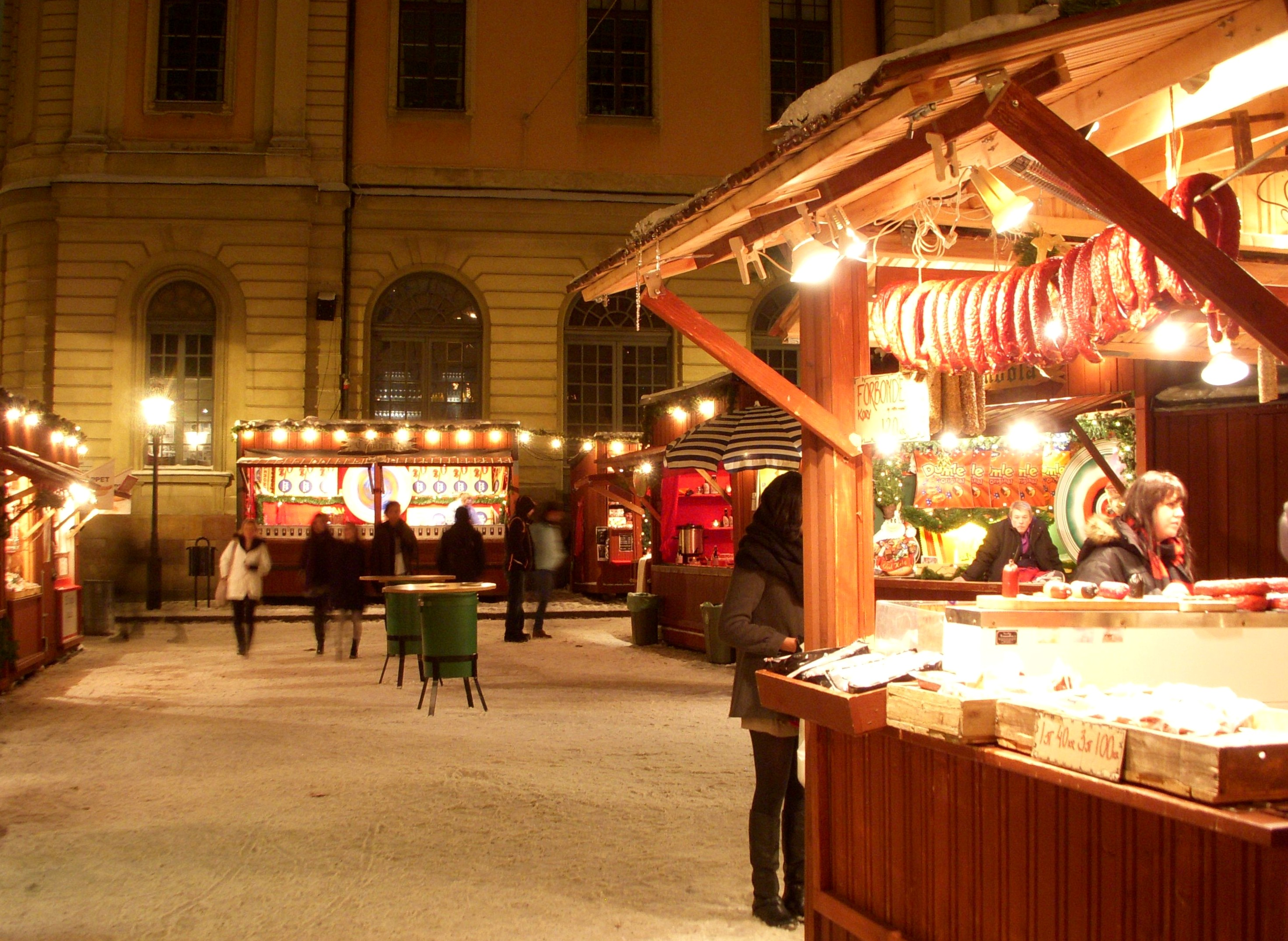
Jul i Gamla stan

I svenskspråkig version, ursprungligen inspelad av Familjen Glennmarks på julalbumet Från advent till jul 1983, heter sången Jul i Gamla stan, en text skriven av Monica Forsberg som handlar om julen i Gamla stan i Stockholm. Med denna text har den bland annat även spelats in av Sten & Stanley (1986), Jan Malmsjö (1987), Hasse Andersson (1996) och Cyndee Peters (1986).

### Fotnoter
1. ↑  ”Julen är här”. Svenska sång- och talpedagogförbundet. Arkiverad från originalet den 24 oktober 2013. https://web.archive.org/web/20131024075630/http://www.sstpf.se/Butt%20JULEN%20A%CC%88R%20HA%CC%88R.pdf. Läst 8 januari 2013.
2. ↑  Information i Svensk mediedatabas.
3. ↑  ”The Radio City Christmas Spectacular Returns to Nashville's Grand Ole Opry House”. Arkiverad från originalet den 26 augusti 2014. https://web.archive.org/web/20140826115147/http://www.visitmusiccity.com/media/pr_GOORockettes13. Läst 23 augusti 2014.
4. ↑  Dana Gibbs (30 november 2016). ”5 Songs About Christmas in NYC” (på engelska). Mapquest Travel. Arkiverad från originalet den 6 december 2017. https://web.archive.org/web/20171206074539/https://travel.mapquest.com/2016/11/30/5-songs-about-christmas-in-nyc/. Läst 5 december 2017.
5. ↑  ”Svensk mediedatabas”. http://smdb.kb.se/catalog/id/001476913. Läst 10 juni 2011.
6. ↑  Christmas in New York.
7. ↑  Information i Svensk mediedatabas.
8. ↑  Information Arkiverad 30 november 2012 hämtat från the Wayback Machine. i Svensk mediedatabas.
9. ↑  Information i Svensk mediedatabas.
10. ↑  Information i Svensk mediedatabas.
11. ↑  Information i Svensk mediedatabas.